# Andrei Boncea
Andrei Boncea (n. 6 februarie 1972, Șuici, Argeș) este un producător român de film și televiziune, co- fondator al companiei de producție FRAME FILM și al companiei de teatru WONDERTHEATRE

## Activitate profesională
Andrei Boncea a participat, în calitate de producător, la numeroase producții internaționale realizate în România, printre care „Amen”, în regia lui Costa Gavras, „Callas Forever”, al lui Franco Zeffirelli, „Modigliani” în regia lui Mick Davis, sau „Joyeux Noël”, în regia lui Christian Carion, nominalizat la Premiul Oscar pentru film străin în 2006. De asemenea, a produs filme românești precum „Furia” în regia lui Radu Muntean, și „California Dreamin”, în regia lui Cristian Nemescu, câștigător al premiului Un Certain Regard, la Festivalul de Film de la Cannes din 2007, precum și numeroase seriale de televiziune pentru canalele românești Pro TV și Acasă TV.
Împreună cu Dragoș Buliga, a produs prin FRAME FILM serialul de comedie Las Fierbinți, serialul de televiziune cu cea mai mare audiență din România.
În 2017 a produs filmul "Vânătorul de Spirite /The Wanderers", cu Armand Assante, Răzvan Vasilescu și Branko Djuric, în regia lui Dragoș Buliga.
În 2020 a participat ca producător executiv la realizarea filmului "The Protégé", în regia lui Martin Campbell ("Goldeneye", "Casino Royale") cu Michael Keaton, Maggie Q., Samuel L. Jackson.
În teatru, a produs  printre altele, piesele "Prenumele/ Le Prenom", și "Cina de Adio/ Diner d'Adieu". de Alexandre de la Patelliere și Matthieu Delaporte, în regia lui Răzvan Săvescu, "Cum să distrugi o piesă/The Play That Goes Wrong", de Henry Lewis, Jonathan Sayer, și Henry Shields, membrii Mischief Theatre Company, în regia lui George Dogaru, și musicalul "We Will Rock You", scris de Ben Elton, pe muzica trupei QUEEN, în regia lui Răzvan Mazilu.

## Filmografie

### Filme de cinema
- Filantropica (2002) - producător asociat
- Garcea și oltenii (2002) - producător
- Furia (2002) - producător
- La bloc (2002) - producător
- Trei frați de belea (2006) - producător
- Supraviețuitorul (2008) - producător
- Fire and Ice: Cronica Dragonilor (2008) - producător executiv
- Carol I - Un destin pentru România (2009) - producător
- Nașa (2011) - producător executiv

- The Protégé - regia Martin Campbell - 2020
- Damypr - regia Ricardo Chermello - 2019
- Vânătorul de Spirite /The Wanderers – regia Dragoș Buliga - 2016
- Cuscrii – regia Radu Potcoavă - 2014
- Sunt o babă comunistă – regia Stere Gulea - 2013
- Ultimul Corupt din Romania – regia Sergiu Nicolaescu  - 2012
- Ceva bun de la Viață – regia Dan Pița – 2011
- Poker – regia Sergiu Nicolaescu – 2010
- Ho Ho Ho – regia Jesus del Cero – 2012
- Weekend cu Mama – regia Stere Gulea – 2009
- Zamiana – regia Konrad Aksinowics - 2009
- Taková normální rodinka – Patrik Hartl - 2008
- At your own risk – regia Filip Renc - 2008
- California Dreamin’ – regia Cristian Nemescu – 2007 – premiul Un Certain Regard Cannes 2007
- Roming – regia Jiri Vejdelek - 2007
- Dolina – regia Zoltan Kamondi – 2007
- Blood and Chocolate – regia Katja von Garnier – 2007
- The Wind in the Willows – regia Rachel Talalay – 2006
- Margo – regia Dan Pița – 2006
- The Last Drop – regia Colin Teague -2006
- Marilena de la P7 – regia Cristian Nemescu - 2006
- House of Nine – regia Steven Monroe – 2005
- An American Haunting – regia Courtney Solomon – 2005
- Femeia Visurilor – regia Dan Pița -2005
- Joyeux Noel – regia Christian Carion - 2005
- Second Hand – regia Dan Pița – 2005
- Out of Season – regia Jevon O’Neill – 2004
- Tornado – regia Alain Jakubowicz – 2005
- Fire – regia Allan Goldstein – 2005
- Modigliani – regia Mick Davis – 2004
- Madhouse  - regia William Butler - 2004
- One Point O – regia Jeff Renfroe, Marteinn Thorsonn - 2004
- Warrior Queen – regia Bill Anderson - 2003
- Haute Tension  - regia Alexandre Aja - 2003
- Dulcea Sauna a Morții – regia Andrei Blaier – 2003
- Callas Forever – regia Franco Zefirelli - 2002
- Break of Dawn  - regia Alexandre Arcady – 2002
- Amen – regia Costa Gavras – 2002
- Elvira’s Haunted Hills – regia Sam Irvin  - 2001

### Filme de televiziune
- Django - regia Francesca Comencini - 2021
- Triplusec – regia Letiția Roșculeț - 2018
- Anii de Sâmbătă Seara – regia Dragos Buliga - 2017
- Ai Noștri – regia Dragoș Buliga, George Dogaru, Octav Gheorghe - 2017
- Atletico Textila – regia George Dogaru - 2016
- Mondenii – regia George Dogaru - 2014
- Las Fierbinți – regia Dragos Buliga - 2013-2021
- Un film Simplu – regia Tom Gatsoulis - 2009
- Vine Poliția – regia Dragos Buliga – 2008
- Contra Timp 1,2 – regia Jesus del Cero – 2008
- Cu Un Pas Înainte – regia Jesus del Cero -2007-2008
- La Bloc – regia Razvan Săvescu – 2004-2007
- Păcatele Evei – regia Adrian Batista – 2005-2006
- Lacrimi de Iubire – regia Iura Luncașu – 2005-2006
- Baieți Buni – regia Bogdan Bărbulescu – 2005
- Numai Iubirea – regia Iura Luncașu – 2004

## Teatru
- We Will Rock You! de Queen și Ben Elton – regia Răzvan Mazilu - 2019
- Mamma Mia! de Catherine Johnson, Benny Anderson și Bjorn Ulvaueus– regia Răzvan Ioan Dincă - 2018
- Swing – „Having wonderful time, wish you were her” de Billy Van Zandt, Jane Millmore– regia Răzvan Săvescu - 2018
- Cum să distrugi o piesă- „The Play That Goes Wrong” – regia George Dogaru - 2017
- Sub Pragul de Sus – „Underneath the Lintel”, de Glen Berger – regia Răzvan Vasilescu – 2017
- Cina de Adio – de Alexandre Patelliere, Matthieu Delaporte – regia Răzvan Săvescu - 2017
- Panica la Opera –„ Lend Me a Tenor” – de Ken Ludwig, regia Răzvan Săvescu – 2016
- Prenumele –  „Le Prenom” de Alexandre Patelliere, Matthieu Delaporte – regia Răzvan Săvescu - 2015